# بروكارين
بروكارين (بالإنجليزية: Prokarin)‏ هو علاج في الطب البديل يتألف من خليط الهاستامين والكافيين، ويُسوق له على أنه علاجٌ للتصلب المتعدد ولكن لا يوجد دليلٌ طبي يدل على كفائته ومدى أمانه.  يفتقرُ هذا الدواء لأي أساسٍ علمي وهو باهظُ الثمن.
أدرجت كواكواتش البروكارين على أنه واحدٌ من الأدوية المستخدمة لعلاج التلصب المُتعدد الذي يجب أن تكون الناس حذرة منه.